# Cymbidium concinnum
Cymbidium concinnum är en orkidéart som beskrevs av Zhong Jian Liu och Sing Chi Chen. Cymbidium concinnum ingår i släktet Cymbidium, och familjen orkidéer. Inga underarter finns listade i Catalogue of Life.